# Mordellistenoda
Mordellistenoda is een geslacht van kevers uit de familie spartelkevers (Mordellidae).
Het geslacht is voor het eerst wetenschappelijk beschreven in 1941 door Ermisch.

## Soorten
Het geslacht omvat de volgende soorten:
- Mordellistenoda aka (Kôno, 1928)
- Mordellistenoda atrilimbata Shiyake, 1997
- Mordellistenoda australiensis Ermisch, 1963
- Mordellistenoda donan Tsuru, 2004
- Mordellistenoda fukiensis Ermisch, 1941
- Mordellistenoda ismayi Batten, 1990
- Mordellistenoda melana Fan & Yang, 1995
- Mordellistenoda memnonia Shiyake, 1997
- Mordellistenoda nigricans Shiyake, 1997
- Mordellistenoda notialis Shiyake, 1997
- Mordellistenoda ohsumiana (Nakane, 1957)
- Mordellistenoda trapezoides Batten, 1990